# San Benito Club de Fútbol
El San Benito Club de fútbol es un club de futbol de la ciudad de Jerez de la Frontera. Ha sido refundado en 2021 luego de que en 2016 se disolviera toda su cantera y primer equipo, quedando solo un equipo de categoría Juvenil. Actualmente juega en la Tercera Andaluza.

## Historia
Fue fundado en 1980 por Manuel Millán (apodado "Miljanic"), vecino del barrio que mediante este equipo pretendía sacar de las calles a los jóvenes del barrio del Polígono San Benito. Manuel dedicó gran parte de su vida a su equipo y sus chicos. Comenzó los entrenamientos con materiales que desechaban las construcciones (conos, vallas, etc.). Debido al presupuesto, casi inexistente, Manuel decidió que las equipaciones fuesen moradas, para así ahorrar el coste que produciría necesitar de una segunda equipación.
Actualmente el club juega en Tercera Andaluza

## Estadio
Juega sus partidos cómo local en el Manuel Millán, se trata de un campo de fútbol de césped artificial, el cual se encuentra en el barrio de San Ginés de la Jara, junto al Polígono San Benito. Se accede a través de la calle Poseidón.

## Uniforme
La primera equpación se compone de camiseta blanca con franjas moradas en vertical, calzonas moradas y medias moradas.
La segunda equipación, a diferencia de la primera, se compone de camiseta morada al completo, calzonas y medias blancas.